# بات دراموند
بات دراموند (بالإنجليزية: Pat Drummond)‏ هو مغني وكاتب أغاني أسترالي، ولد في 1952.

## وصلات خارجية
- الموقع الرسمي
- بات دراموند على موقع ميوزك برينز (الإنجليزية)
- بات دراموند على موقع ديسكوغز (الإنجليزية)